# مورستاون، نیوجرسی
مورستاون (به انگلیسی: Moorestown Township) شهری در ایالت نیوجرسی کشور ایالات متحده آمریکا است که جمعیت آن در سرشماری سال ۲۰۱۰ میلادی، ۲۰٬۷۲۶ نفر بوده‌است.